# Ermenegilda di Ely
Ermenegilda di Ely, in inglese Eormenhild o Ermenilda o Ermenildis o  Ermengild (VII secolo – 700), fu una principessa inglese del VII secolo che, rimasta vedova, si fece monaca e divenne badessa.
È venerata come santa dalla Chiesa cattolica e dalla Comunione anglicana.

## Biografia
Era figlia del re del Kent Eorcenberht e di santa Sexburga.
Non vi è quasi alcuna testimonianza scritta di contemporanei su di lei. Beda il Venerabile, scrivendo a proposito di Wulfhere non parla né di lei, che ne era la consorte, né della figlia santa Werburga. Tuttavia il suo nome è citato come badessa nella copia di un documento ufficiale del re del Kent Wihtred (670 - 725), datato 699, secondo il quale erano presenti con lei altre tre badesse alla firma del documento: "Irminburga, Aeaba et Nerienda".
Alla morte del marito, avvenuta nel 675, Ermenegilda si ritirò in un monastero come monaca ed infine divenne badessa dell'abbazia di Minster-in-Thanet e successivamente di quella di Ely.

## Discendenza
Ermenegilda e Wulfhere ebbero due figli:
- Coenred, che regnò sulla Mercia dal 704 al 709;
- Werburga, che divenne badessa dell'abbazia di Ely, come era stato per la nonna santa Sexburga e la madre.

## Culto
Ermenegilda è venerata come santa sia dalla Chiesa cattolica che dalla Comunione anglicana e la sua memoria liturgica è fissata il 13 febbraio.

## Fonti
in lingua inglese:
- Charter of King Wihtred, Sawyer no. 20 (AD 699)
- The Kentish Royal Legend, also known as Þá hálgan (Cambridge, CCC, MS 201,), ed. Felix Liebermann, Die Heiligen Englands. Hanover, 1889. 1-10. Edition transcribed by Alaric Hall.
- Kentish Royal Legend / Þá hálgan (London, Lambeth Palace 427, f. 211), transcribed by Alaric Hall
- Anonymous Old English Life of St. Mildrith (Caligula), ed. and tr. Oswald Cockayne, Leechdoms, Wortcunning, and Starcraft of Early England, vol. 3. London, 1866. 422-9 (Caligula), 428-32 (MS Lambeth Palace). Caligula text partially transcribed by Alaric Hall and Cockayne's volume available as PDF from Google Books.
- Charter of King Cnut, Sawyer no. 958 (AD 1022), possibly a forgery.
- Goscelin, Lectiones in natale S. Eormenhilde, ed. and tr. Rosalind C. Love, Goscelin of Saint-Bertin. The Hagiography of the Female Saints of Ely. OMT. Oxford, 2004. 11 ff.
- Liber Eliensis, ed. E.O. Blake, Liber Eliensis. Camden Society 3.92. London, 1962; tr. J. Fairweather. Liber Eliensis. A History of the Isle of Ely from the Seventh Century to the Twelfth. Woodbridge, 2005.